# Sfârșitul vremurilor vechi
Sfârșitul vremurilor vechi (titlul original: în cehă Konec starých časů) este un film de comedie cehoslovac, realizat în 1989 de regizorul Jiří Menzel, după romanul omonim al scriitorului Vladislav Vancura apărut în 1934. Protagoniștii filmului sunt actorii Josef Abrhám, Josef Abrhám, Jaromír Hanzlík, Chantal Poullain.

## Rezumat
La scurt timp după terminarea primului Război Mondial, un parvenit domn ceh se dă drept proprietarul unui castel. Tihnita sa idilă este totuși tulburată într-o zi de un anumit „Principe Alexei”, căruia în scurt timp, întreaga lume feminină i-a căzut la picioare. Bărbații în schimb, ar dori ca acest spine „șarmant” să fie demascat ca un impostor...

## Distribuție
- Josef Abrhám - Principele Alexei
- Marián Labuda - Stoklasa
- Jaromír Hanzlík - Spera
- Rudolf Hrusínský - Jakub Lhota
- Jan Hartl - Pustina
- Jan Hrusínský - Jan Lhota
- Jirí Adamíra - Kotera
- Josef Somr - Charousek
- Chantal Poullain - Suzanne
- Alice Dvoráková - Ellen
- Tereza Chudobová - Kitty
- Jan Novak - Marcel
- Stella Zázvorková - Frantiska
- Frantisek Rehák - Rychtera
- Pavel Zvaric - Vanya